# Torneo Apertura 2007 Primera División 'A'
El Torneo Apertura 2007 representó la primera vuelta del ciclo futbolístico 2007 - 2008 de la Primera División 'A' de México, se celebró entre los meses de agosto y diciembre de 2007.
El Club de Fútbol Indios fue el ganador del torneo al derrotar a Dorados de Sinaloa en la final por un marcador global de 7-0, de esta forma el equipo de Ciudad Juárez se aseguró jugar la Final de Ascenso 2007-08. 
Por otro lado hubo seis cambios en los equipos que participaron en la competencia respecto al torneo anterior: el Querétaro descendió desde la Primera División, sin embargo esa franquicia fue cedida a Monarcas Morelia para convertirla en su nueva filial, mientras que los queretanos pasaron a ocupar la plaza que pertenecía a su entonces segundo equipo, el Celaya. Por otro lado, Pachuca Juniors había ascendido desde la Segunda, pero al ya existir una filial de los Tuzos fue vendida a Chiapas que lo convirtió en Jaguares de Tapachula.
Otros tres equipos tuvieron cambio de nombre y/o sede: Tigres Mochis se movió a la ciudad de Reynosa donde pasó a llamarse Tigres B; Académicos cambió su ubicación de Zapotlanejo a Tonalá; mientras que Pegaso Real Colima pasó a denominarse Real Colima al ser adquirido en su totalidad por empresarios locales apoyados por el Gobierno del Estado.

## Cambios
- Querétaro descendió de la Primera División.

- Puebla ascendió a la Primera División.

- Equipos agregados:

- Jaguares de Tapachula como filial de Jaguares de Chiapas. Al ganar Pachuca Juniors el ascenso es adquirido por el club Jaguares de Chiapas y se convierte en Jaguares de Tapachula debido a la existencia de una filial de Pachuca en la categoría.

- Cambios de nombre:

- Pegaso Real Colima a Real Colima.

- Cambios de sede:

- Académicos de Atlas cambia sede de Zapotlanejo, Jalisco a la ciudad de Tonalá, Jalisco.

- Cambios de nombre y sede:

- Tigres Los Mochis cambia sede de Los Mochis, Sinaloa a la ciudad de Reynosa, Tamaulipas y se renombra como Tigres B.

- Equipos desaparecidos:

- Celaya. Al ser filial del recién descendido Querétaro y no poder mantener económicamente a ambos clubes esta franquicia desaparece momentáneamente.

En negritas se encuentran resaltados los clubes recién llegados a la Primera División 'A' Torneo Apertura 2007.

## Sistema de competición
Los 24 equipos participantes se dividieron en 2 grupos de 12 equipos, los conjuntos juegan las primeras 11 jornadas contra sus rivales de grupo, mientras que en las últimas 6 disputan partidos contra clubes de la otra agrupación. Los cuatro mejores equipos de cada grupo son los que clasifican a la ronda de cuartos de final, por lo que se elimina el repechaje.
- Fase de calificación: es la fase regular de clasificación que se integra por las 17 jornadas del torneo de aquí salen los mejores 8 equipos para la siguiente fase.

- Fase final: se sacarán o calificarán los mejores 8 de la tabla general y se organizarán los cuartos de final con el siguiente orden: 1º vs 8º, 2º vs 7º, 3º vs 6º y 4º vs 5º, siguiendo así con semifinales, y por último la final, todos los partidos de la fase final serán de ida y vuelta.

### Fase de calificación
En la fase de calificación participaron 24 clubes de la Primera División A profesional jugando todos contra todos durante las 17 jornadas respectivas, a un solo partido. 
Se observará el sistema de puntos. La ubicación en la tabla general está sujeta a lo siguiente:
- Por juego ganado se obtendrán tres puntos.
- Por juego empatado se obtendrá un punto.
- Por juego perdido no se otorgan puntos.

El orden de los clubes al final de la Fase de Calificación del Torneo corresponderá a la suma de los puntos obtenidos por cada uno de ellos y se presentará en forma descendente. Si al finalizar las 17 jornadas del Torneo, dos o más clubes estuviesen empatados en puntos, su posición en la Tabla general será determinada atendiendo a los siguientes criterios de desempate:
1. Mejor diferencia entre los goles anotados y recibidos.
2. Mayor número de goles anotados.
3. Marcadores particulares entre los clubes empatados.
4. Mayor número de goles anotados como visitante.
5. Mejor ubicación en la Tabla general de cocientes.
6. Tabla Fair Play.
7. Sorteo.

Participan por el título de Campeón de la Primera División 'A' en el Torneo Apertura 2006, automáticamente los primeros 4 lugares de cada grupo sin importar su ubicación en la tabla general calificaran, más los segundos mejores 4 lugares de cada grupo, si algún segundo lugar se ubicara bajo los primeros 8 lugares de la tabla general accederá a una fase de reclasificación contra un tercer o cuarto lugar ubicado entre los primeros ocho lugares de la tabla general. Tras la fase de reclasificación los equipos clasificados a cuartos de final por el título serán 8; estos se ordenarán según su posición general en la tabla, si alguno más bajo eliminara a uno más alto, los equipos se recorrerán según su lugar obtenido.

### Fase final
- Calificarán los mejores ocho equipos de la tabla general jugando Cuartos de final en el siguiente orden de enfrentamiento, que será el mejor contra el peor equipo

clasificado:
- 1° vs 8°
- 2° vs 7°
- 3° vs 6°
- 4° vs 5°

- En semifinales participarán los cuatro clubes vencedores de cuartos de final, reubicándolos del uno al cuatro, de acuerdo a su mejor posición en la Tabla general de clasificación al término de la jornada 19, enfrentándose 1° vs 4° y 2° vs 3°.

- Disputarán el título de Campeón del Torneo Clausura 2007 los dos clubes vencedores de la fase semifinal.

Todos los partidos de esta fase serán en formato de ida y vuelta, eligiendo siempre el club que haya quedado mejor ubicado en la Tabla general de clasificación el horario de su partido como local.
En este torneo el club que ganara el título obtiene su derecho de ser necesario el juego de ascenso a Primera División Profesional; para que tal juego se pueda efectuar deberá haber un ganador distinto en el Torneo Apertura 2006, en caso de que el campeón vigente lograra ganar dicho campeonato, ascenderá automáticamente sin necesidad de jugar esta serie.

## Equipos participantes
| Entidad Federativa | N.º | Equipos                                 |
| ------------------ | --- | --------------------------------------- |
| Jalisco            | 3   | Académicos, Tapatío y Tecos A           |
| Tamaulipas         | 3   | Correcaminos, Tampico Madero y Tigres B |
| Guanajuato         | 2   | Salamanca y León                        |
| Sinaloa            | 1   | Dorados de Sinaloa                      |
| Puebla             | 1   | Lobos BUAP                              |
| Morelos            | 1   | Pumas Morelos                           |
| Estado de México   | 1   | Atlético Mexiquense                     |
| Veracruz           | 1   | Tiburones Rojos de Coatzacoalcos        |
| Hidalgo            | 1   | Cruz Azul Hidalgo                       |
| Durango            | 1   | Alacranes de Durango                    |
| Chihuahua          | 1   | Indios de Ciudad Juárez                 |
| Querétaro          | 1   | Querétaro                               |
| Michoacán          | 1   | Monarcas Morelia A                      |
| Baja California    | 1   | Tijuana                                 |
| Colima             | 1   | Real Colima                             |
| Chiapas            | 1   | Jaguares de Tapachula                   |
| Ciudad de México   | 1   | Socio Águila                            |
| Nuevo León         | 1   | Rayados A                               |
| Coahuila           | 1   | Santos Laguna A                         |

### Información sobre los equipos
| Equipo                                              | Ciudad                                | Estadio                          | Capacidad       | Club de Afiliación          |
| --------------------------------------------------- | ------------------------------------- | -------------------------------- | --------------- | --------------------------- |
| Académicos                                          | Tonalá, Jalisco                       | Revolución Mexicana              | 5,000           | Atlas                       |
| Atlético Mexiquense                                 | Ixtapan de la Sal, Estado de México   | Ixtapan 90                       | 4,000           | Toluca                      |
| Archivo:Correcaminos UAT.png Correcaminos de la UAT | Ciudad Victoria, Tamaulipas           | Marte R. Gómez                   | 19,000          | Ninguno                     |
| Cruz Azul Hidalgo                                   | Ciudad Cooperativa Cruz Azul, Hidalgo | 10 de Diciembre                  | 17,000          | Cruz Azul                   |
| Dorados                                             | Culiacán, Sinaloa                     | Banorte                          | 19,000          | Necaxa                      |
| Durango                                             | Durango, Durango                      | Francisco Zarco                  | 15,000          | Ninguno                     |
| Indios                                              | Ciudad Juárez, Chihuahua              | Olímpico Benito Juárez           | 22,000          | Pachuca                     |
| Jaguares de Tapachula                               | Tapachula, Chiapas                    | Olímpico de Tapachula            | 17,000          | Jaguares de Chiapas         |
| León                                                | León, Guanajuato                      | Nou Camp                         | 30,000          | Atlante                     |
| Lobos BUAP                                          | Puebla, Puebla                        | Cuauhtémoc                       | 42,600          | Puebla                      |
| Monarcas Morelia A                                  | Morelia, Michoacán                    | Morelos                          | 39,000          | Monarcas Morelia            |
| Pumas Morelos                                       | Cuernavaca, Morelos                   | Centenario de Cuernavaca         | 14,800          | Pumas UNAM                  |
| Querétaro                                           | Santiago de Querétaro, Querétaro      | Corregidora                      | 33,000          | Ninguno                     |
| Rayados A                                           | Santiago, Nuevo León                  | El Barrial                       | 1,000           | Monterrey                   |
| Real de Colima                                      | Colima, Colima                        | Colima                           | 17,000          | Ninguno                     |
| Salamanca                                           | Salamanca, Guanajuato                 | Olímpico Sección 24              | 10,000          | San Luis                    |
| Santos Laguna A                                     | Torreón, Coahuila                     | Corona                           | 19,000          | Santos Laguna               |
| Socio Águila                                        | Ciudad de México                      | Azteca                           | 114,600         | América                     |
| Tampico Madero                                      | Tampico - Ciudad Madero, Tamaulipas   | Tamaulipas                       | 20,000          | Ninguno                     |
| Tapatío                                             | Guadalajara, Jalisco                  | Jalisco                          | 63,000          | Guadalajara                 |
| Tecos A                                             | Zapopan, Jalisco                      | Tres de Marzo                    | 25,000          | Tecos de la UAG             |
| Tiburones Rojos de Coatzacoalcos                    | Coatzacoalcos, Veracruz               | Rafael Hernández Ochoa           | 4,800           | Tiburones Rojos de Veracruz |
| Tigres B                                            | Reynosa, Tamaulipas                   | Adolfo López Mateos              | 10,000          | Tigres UANL                 |
| Tijuana                                             | Tijuana, Baja California              | Unidad Deportiva CREA / Caliente | 10,000 / 22,000 | Ninguno                     |

## Torneo Regular
| Socio Águila        | 1-2 | Rayados A          | Azteca                | 3 de agosto | 14:00         |
| Lobos BUAP          | 2-1 | Correcaminos UAT   | Cuauhtémoc            | 3 de agosto | 16:00         |
| Atlético Mexiquense | 3-1 | Indios             | Ixtapan 90            | 4 de agosto | 15:00         |
| Tecos A             | 2-0 | Real Colima        | Tres de Marzo         | 4 de agosto | 16:00         |
| Monarcas Morelia A  | 2-1 | Salamanca          | Morelos               | 4 de agosto | 16:00         |
| TR Coatzacoalcos    | 0-0 | Tigres B           | Luis Pirata Fuente    | 4 de agosto | 18:00         |
| Querétaro           | 2-2 | Dorados            | Corregidora           | 4 de agosto | 19:00         |
| Tampico Madero      | 5-1 | Pumas Morelos      | Tamaulipas            | 4 de agosto | 21:00         |
| León                | 2-0 | Académicos         | Nou Camp              | 5 de agosto | 12:00         |
| Tapatío             | 1-0 | Durango            | Jalisco               | 5 de agosto | 12:00         |
| Cruz Azul Hidalgo   | 1-0 | Jaguares Tapachula | 10 de Diciembre       | 5 de agosto | 12:00         |
| Tijuana             | 3-0 | Santos Laguna A    | Unidad Deportiva CREA | 5 de agosto | 12:00L-14:00C |

| Correcaminos UAT   | 2-0 | Socio Águila        | Marte R. Gómez         | 10 de agosto | 20:00         |
| Real Colima        | 3-1 | Querétaro           | Colima                 | 10 de agosto | 20:30         |
| Santos Laguna A    | 1-1 | Tapatío             | Corona                 | 11 de agosto | 15:00         |
| Durango            | 2-1 | Tecos A             | Francisco Zarco        | 11 de agosto | 15:30         |
| Pumas Morelos      | 1-0 | Lobos BUAP          | Centenario             | 11 de agosto | 16:00         |
| Jaguares Tapachula | 4-2 | Atlético Mexiquense | Olímpico de Tapachula  | 11 de agosto | 18:00         |
| Dorados            | 0-0 | Monarcas Morelia A  | Banorte                | 11 de agosto | 19:00L-20:00C |
| Indios             | 4-3 | Tampico Madero      | Olímpico Benito Juárez | 11 de agosto | 20:00L-21:00C |
| Rayados A          | 1-1 | TR Coatzacoalcos    | El Barrial             | 12 de agosto | 11:00         |
| Salamanca          | 0-3 | León                | Olímpico Sección 24    | 12 de agosto | 12:00         |
| Académicos         | 2-0 | Tijuana             | Revolución Mexicana    | 12 de agosto | 16:00         |
| Tigres B           | 0-0 | Cruz Azul Hidalgo   | Adolfo López Mateos    | 12 de agosto | 16:00         |

| Socio Águila       | 1-1 | Pumas Morelos       | Azteca                | 17 de agosto | 14:00         |
| Tecos A            | 1-0 | Santos Laguna A     | Tres de Marzo         | 18 de agosto | 16:00         |
| TR Coatzacoalcos   | 0-0 | Correcaminos UAT    | Rafael Hernández      | 18 de agosto | 17:00         |
| Jaguares Tapachula | 2-1 | Tigres B            | Olímpico de Tapachula | 18 de agosto | 17:00         |
| Querétaro          | 2-2 | Durango             | Corregidora           | 18 de agosto | 19:00         |
| Tampico Madero     | 0-1 | Atlético Mexiquense | Tamaulipas            | 18 de agosto | 21:00         |
| Lobos BUAP         | 3-2 | Indios              | Cuauhtémoc            | 19 de agosto | 12:00         |
| Tapatío            | 1-3 | Académicos          | Jalisco               | 19 de agosto | 12:00         |
| Cruz Azul Hidalgo  | 2-2 | Rayados A           | 10 de Diciembre       | 19 de agosto | 12:00         |
| Tijuana            | 3-0 | Salamanca           | Unidad Deportiva CREA | 19 de agosto | 13:00L-15:00C |
| Monarcas Morelia A | 2-3 | León                | Morelos               | 19 de agosto | 16:00         |
| Dorados            | 6-0 | Real Colima         | Banorte               | 19 de agosto | 18:00L-19:00C |

| Correcaminos UAT    | 2-0 | Cruz Azul Hidalgo  | Marte R. Gómez         | 24 de agosto | 20:30         |
| Real Colima         | 1-1 | Monarcas Morelia A | Colima                 | 24 de agosto | 20:30         |
| Santos Laguna       | 3-1 | Querétaro          | Corona                 | 25 de agosto | 15:00         |
| Atlético Mexiquense | 0-2 | Lobos BUAP         | Ixtapan 90             | 25 de agosto | 15:00         |
| Durango             | 1-2 | Dorados            | Francisco Zarco        | 25 de agosto | 15:30         |
| Pumas Morelos       | 1-2 | TR Coatzacoalcos   | Centenario             | 25 de agosto | 16:00         |
| Indios              | 1-1 | Socio Águila       | Olímpico Benito Juárez | 25 de agosto | 19:00L-20:00C |
| Tampico Madero      | 4-0 | Jaguares Tapachula | Tamaulipas             | 25 de agosto | 21:00         |
| Rayados A           | 0-0 | Tigres B           | El Barrial             | 26 de agosto | 11:00         |
| Salamanca           | 5-1 | Tapatío            | Olímpico Sección 24    | 26 de agosto | 12:00         |
| León                | 3-1 | Tijuana            | Nou Camp               | 26 de agosto | 12:00         |
| Académicos          | 1-0 | Tecos A            | Revolución Mexicana    | 26 de agosto | 16:00         |

| Socio Águila       | 3-3 | Atlético Mexiquense | Azteca                | 31 de agosto    | 14:00         |
| Lobos BUAP         | 4-3 | Tampico Madero      | Cuauhtémoc            | 31 de agosto    | 16:00         |
| Real Colima        | 2-1 | Durango             | Colima                | 31 de agosto    | 20:30         |
| Monarcas Morelia A | 2-2 | Tijuana             | Morelos               | 1 de septiembre | 15:00         |
| Tecos A            | 4-1 | Salamanca           | Tres de Marzo         | 1 de septiembre | 16:00         |
| TR Coatzacoalcos   | 3-1 | Indios              | Rafael Hernández      | 1 de septiembre | 17:00         |
| Jaguares Tapachula | 1-2 | Rayados A           | Olímpico de Tapachula | 1 de septiembre | 17:00         |
| Querétaro          | 1-1 | Académicos          | Corregidora           | 1 de septiembre | 19:00         |
| Dorados            | 3-3 | Santos Laguna A     | Banorte               | 1 de septiembre | 19:00L-20:00C |
| Tapatío            | 2-3 | León                | Jalisco               | 2 de septiembre | 12:00         |
| Cruz Azul Hidalgo  | 0-0 | Pumas Morelos       | 10 de Diciembre       | 2 de septiembre | 12:00         |
| Tigres B           | 1-2 | Correcaminos UAT    | Adolfo López Mateos   | 2 de septiembre | 16:00         |

| Lobos BUAP          | 1-0 | Jaguares Tapachula | Cuauhtémoc             | 7 de septiembre | 16:00         |
| Correcaminos UAT    | 2-1 | Rayados A          | Marte R. Gómez         | 7 de septiembre | 20:30         |
| Atlético Mexiquense | 2-0 | TR Coatzacoalcos   | Ixtapan 90             | 8 de septiembre | 15:00         |
| Durango             | 0-1 | Monarcas Morelia A | Francisco Zarco        | 8 de septiembre | 15:30         |
| Pumas Morelos       | 4-1 | Tigres B           | Centenario             | 8 de septiembre | 16:00         |
| Indios              | 3-1 | Cruz Azul Hidalgo  | Olímpico Benito Juárez | 8 de septiembre | 19:00L-20:00C |
| Tampico Madero      | 3-0 | Socio Águila       | Tamaulipas             | 8 de septiembre | 21:00         |
| Salamanca           | 2-2 | Querétaro          | Olímpico Sección 24    | 9 de septiembre | 12:00         |
| León                | 1-0 | Tecos A            | Nou Camp               | 9 de septiembre | 12:00         |
| Tijuana             | 1-0 | Tapatío            | Unidad Deportiva CREA  | 9 de septiembre | 13:00L-15:00C |
| Académicos          | 2-1 | Dorados            | Revolución Mexicana    | 9 de septiembre | 16:00         |
| Santos Laguna A     | 2-2 | Real Colima        | Corona                 | 9 de septiembre | 17:00         |

| Socio Águila       | 1-1 | Lobos BUAP          | Azteca                | 14 de septiembre | 14:00         |
| Real Colima        | 2-0 | Académicos          | Colima                | 14 de septiembre | 20:30         |
| Durango            | 1-3 | Santos Laguna A     | Francisco Zarco       | 15 de septiembre | 15:30         |
| Tecos A            | 1-1 | Tijuana             | Tres de Marzo         | 15 de septiembre | 16:00         |
| Jaguares Tapachula | 0-1 | Correcaminos UAT    | Olímpico de Tapachula | 15 de septiembre | 16:00         |
| Monarcas Morelia   | 1-2 | Tapatío             | Morelos               | 15 de septiembre | 16:00         |
| TR Coatzacoalcos   | 3-3 | Tampico Madero      | Rafael Hernández      | 15 de septiembre | 17:00         |
| Querétaro          | 0-0 | León                | Corregidora           | 15 de septiembre | 19:00         |
| Dorados            | 2-0 | Salamanca           | Banorte               | 15 de septiembre | 19:00L-20:00C |
| Rayados A          | 1-0 | Pumas Morelos       | El Barrial            | 16 de septiembre | 11:00         |
| Cruz Azul Hidalgo  | 1-0 | Atlético Mexiquense | 10 de Diciembre       | 16 de septiembre | 12:00         |
| Tigres B           | 0-1 | Indios              | Adolfo López Mateos   | 16 de septiembre | 16:00         |

| Tapatío             | 1-1 | Tecos A            | Jalisco                | 20 de septiembre | 12:00         |
| Socio Águila        | 0-2 | Jaguares Tapachula | Azteca                 | 21 de septiembre | 14:00         |
| Atlético Mexiquense | 4-0 | Tigres B           | Ixtapan 90             | 22 de septiembre | 15:00         |
| Pumas Morelos       | 1-2 | Correcaminos UAT   | Centenario             | 22 de septiembre | 16:00         |
| Indios              | 1-0 | Rayados A          | Olímpico Benito Juárez | 22 de septiembre | 19:00L-20:00C |
| Tampico Madero      | 0-1 | Cruz Azul Hidalgo  | Tamaulipas             | 22 de septiembre | 21:00         |
| Salamanca           | 3-2 | Real Colima        | Olímpico Sección 24    | 23 de septiembre | 12:00         |
| Lobos BUAP          | 1-2 | TR Coatzacoalcos   | Cuauhtémoc             | 23 de septiembre | 12:00         |
| León                | 4-1 | Dorados            | Nou Camp               | 23 de septiembre | 12:00         |
| Santos Laguna       | 2-2 | Monarcas Morelia A | Corona                 | 23 de septiembre | 13:00         |
| Tijuana             | 2-2 | Querétaro          | Unidad Deportiva CREA  | 23 de septiembre | 13:00L-15:00C |
| Académicos          | 2-1 | Durango            | Revolución Mexicana    | 23 de septiembre | 16:00         |

| Correcaminos UAT   | 2-1 | Indios              | Marte R. Gómez        | 28 de septiembre | 20:30         |
| Real Colima        | 2-0 | León                | Colima                | 28 de septiembre | 20:30         |
| Monarcas Morelia A | 2-1 | Tecos A             | Morelos               | 29 de septiembre | 15:00         |
| Santos Laguna A    | 0-2 | Académicos          | Corona                | 29 de septiembre | 15:00         |
| Durango            | 0-1 | Salamanca           | Francisco Zarco       | 29 de septiembre | 15:30         |
| TR Coatzacoalcos   | 1-2 | Socio Águila        | Rafael Hernández      | 29 de septiembre | 16:00         |
| Jaguares Tapachula | 2-2 | Pumas Morelos       | Olímpico de Tapachula | 29 de septiembre | 16:00         |
| Querétaro          | 6-1 | Tapatío             | Corregidora           | 29 de septiembre | 19:00         |
| Dorados            | 2-0 | Tijuana             | Banorte               | 29 de septiembre | 19:00L-20:00C |
| Rayados A          | 1-1 | Atlético Mexiquense | El Barrial            | 30 de septiembre | 11:00         |
| Cruz Azul Hidalgo  | 0-0 | Lobos BUAP          | 10 de Diciembre       | 30 de septiembre | 12:00         |
| Tigres B           | 1-0 | Tampico Madero      | Adolfo López Mateos   | 30 de septiembre | 16:00         |

| Socio Águila        | 0-2 | Cruz Azul Hidalgo  | Azteca                 | 5 de octubre | 14:00         |
| Atlético Mexiquense | 1-2 | Correcaminos UAT   | Ixtapan 90             | 6 de octubre | 15:00         |
| Monarcas Morelia A  | 0-0 | Académicos         | Morelos                | 6 de octubre | 15:00         |
| Tecos A             | 1-1 | Querétaro          | Tres de Marzo          | 6 de octubre | 16:00         |
| TR Coatzacoalcos    | 1-1 | Jaguares Tapachula | Rafael Hernández       | 6 de octubre | 17:00         |
| Indios              | 1-0 | Pumas Morelos      | Olímpico Benito Juárez | 6 de octubre | 19:00L-20:00C |
| Tampico Madero      | 2-1 | Rayados A          | Tamaulipas             | 6 de octubre | 21:00         |
| Salamanca           | 2-1 | Santos Laguna A    | Olímpico Sección 24    | 7 de octubre | 12:00         |
| León                | 2-2 | Durango            | Nou Camp               | 7 de octubre | 12:00         |
| Lobos BUAP          | 1-0 | Tigres B           | Cuauhtémoc             | 7 de octubre | 12:00         |
| Tapatío             | 2-4 | Dorados            | Jalisco                | 7 de octubre | 12:00         |
| Tijuana             | 2-0 | Real Colima        | Unidad Deportiva CREA  | 7 de octubre | 13:00L-15:00C |

| Correcaminos UAT   | 1-0 | Tampico Madero      | Marte R. Gómez        | 12 de octubre | 20:30         |
| Real Colima        | 2-4 | Tapatío             | Colima                | 12 de octubre | 20:30         |
| Santos Laguna A    | 1-3 | León                | Corona                | 13 de octubre | 15:00         |
| Jaguares Tapachula | 2-1 | Indios              | Olímpico de Tapachula | 13 de octubre | 15:00         |
| Durango            | 2-1 | Tijuana             | Francisco Zarco       | 13 de octubre | 15:30         |
| Pumas Morelos      | 1-1 | Atlético Mexiquense | Centenario            | 13 de octubre | 16:00         |
| Querétaro          | 3-2 | Monarcas Morelia A  | Corregidora           | 13 de octubre | 19:00         |
| Dorados            | 1-0 | Tecos A             | Banorte               | 13 de octubre | 19:00L-20:00C |
| Rayados A          | 2-1 | Lobos BUAP          | El Barrial            | 14 de octubre | 11:00         |
| Cruz Azul Hidalgo  | 3-0 | TR Coatzacoalcos    | 10 de Diciembre       | 14 de octubre | 12:00         |
| Académicos         | 1-1 | Salamanca           | Revolución Mexicana   | 14 de octubre | 16:00         |
| Tigres B           | 3-1 | Socio Águila        | Adolfo López Mateos   | 14 de octubre | 16:00         |

| Socio Águila        | 1-1 | Dorados           | Azteca                | 19 de octubre | 14:00 |
| Correcaminos UAT    | 3-0 | Tijuana           | Marte R. Gómez        | 19 de octubre | 20:30 |
| Jaguares Tapachula  | 1-1 | Durango           | Olímpico de Tapachula | 20 de octubre | 15:00 |
| Atlético Mexiquense | 1-2 | León              | Ixtapan 90            | 20 de octubre | 15:00 |
| Monarcas Morelia A  | 0-1 | Indios            | Morelos               | 20 de octubre | 15:00 |
| Pumas Morelos       | 1-1 | Académicos        | Centenario            | 20 de octubre | 16:00 |
| Tecos A             | 0-0 | Rayados A         | Tres de Marzo         | 20 de octubre | 16:00 |
| Querétaro           | 2-0 | Tampico Madero    | Corregidora           | 20 de octubre | 19:00 |
| Salamanca           | 2-2 | Cruz Azul Hidalgo | Olímpico Sección 24   | 21 de octubre | 12:00 |
| Lobos BUAP          | 3-2 | Real Colima       | Cuauhtémoc            | 21 de octubre | 12:00 |
| Tapatío             | 1-0 | TR Coatzacoalcos  | Jalisco               | 21 de octubre | 12:00 |
| Santos Laguna A     | 2-4 | Tigres B          | Corona                | 21 de octubre | 19:00 |

| Real Colima       | 1-1 | Pumas Morelos       | Colima                 | 26 de octubre | 20:30         |
| Durango           | 1-1 | Correcaminos UAT    | Francisco Zarco        | 27 de octubre | 15:30         |
| TR Coatzacoalcos  | 1-2 | Santos Laguna A     | Rafael Hernández       | 27 de octubre | 16:00         |
| Dorados           | 2-1 | Lobos BUAP          | Banorte                | 27 de octubre | 19:00L-20:00C |
| Tampico Madero    | 3-1 | Salamanca           | Tamaulipas             | 27 de octubre | 21:00         |
| Rayados A         | 1-0 | Tapatío             | El Barrial             | 28 de octubre | 11:00         |
| León              | 3-2 | Jaguares Tapachula  | Nou Camp               | 28 de octubre | 12:00         |
| Cruz Azul Hidalgo | 3-3 | Monarcas Morelia A  | 10 de Diciembre        | 28 de octubre | 12:00         |
| Indios            | 3-1 | Tecos A             | Olímpico Benito Juárez | 28 de octubre | 13:00L-14:00C |
| Tijuana           | 2-1 | Socio Águila        | Unidad Deportiva CREA  | 28 de octubre | 13:00L-15:00C |
| Académicos        | 1-2 | Atlético Mexiquense | Revolución Mexicana    | 28 de octubre | 16:00         |
| Tigres B          | 1-0 | Querétaro           | Adolfo López Mateos    | 28 de octubre | 16:00         |

| Lobos BUAP          | 1-0 | Tijuana           | Cuauhtémoc            | 2 de noviembre | 16:00 |
| Correcaminos UAT    | 0-1 | León              | Marte R. Gómez        | 2 de noviembre | 20:30 |
| Atlético Mexiquense | 1-0 | Real Colima       | Ixtapan 90            | 3 de noviembre | 15:00 |
| Jaguares Tapachula  | 0-0 | Académicos        | Olímpico de Tapachula | 3 de noviembre | 15:00 |
| Monarcas Morelia A  | 3-3 | Tampico Madero    | Morelos               | 3 de noviembre | 16:00 |
| Pumas Morelos       | 1-1 | Dorados           | Centenario            | 3 de noviembre | 16:00 |
| Querétaro           | 4-2 | TR Coatzacoalcos  | Corregidora           | 3 de noviembre | 19:00 |
| Tecos A             | 3-1 | Cruz Azul Hidalgo | Tres de Marzo         | 3 de noviembre | 21:00 |
| Salamanca           | 1-1 | Tigres B          | Olímpico Sección 24   | 4 de noviembre | 12:00 |
| Tapatío             | 0-0 | Indios            | Jalisco               | 4 de noviembre | 12:00 |
| Socio Águila        | 1-2 | Durango           | Azteca                | 4 de noviembre | 19:00 |
| Santos Laguna A     | 1-1 | Rayados A         | Corona                | 4 de noviembre | 19:00 |

| Real Colima       | 5-0 | Jaguares Tapachula  | Colima                 | 9 de noviembre  | 20:30         |
| Durango           | 0-1 | Lobos BUAP          | Francisco Zarco        | 10 de noviembre | 15:30         |
| TR Coatzacoalcos  | 1-0 | Salamanca           | Rafael Hernández       | 10 de noviembre | 16:00         |
| Tigres B          | 2-2 | Monarcas Morelia A  | Adolfo López Mateos    | 10 de noviembre | 16:00         |
| Dorados           | 1-0 | Atlético Mexiquense | Banorte                | 10 de noviembre | 19:00L-20:00C |
| Tampico Madero    | 3-1 | Tecos A             | Tamaulipas             | 10 de noviembre | 21:00         |
| Rayados A         | 1-2 | Querétaro           | El Barrial             | 11 de noviembre | 11:00         |
| León              | 3-1 | Socio Águila        | Nou Camp               | 11 de noviembre | 12:00         |
| Cruz Azul Hidalgo | 0-3 | Tapatío             | 10 de Diciembre        | 11 de noviembre | 12:00         |
| Indios            | 1-0 | Santos Laguna A     | Olímpico Benito Juárez | 11 de noviembre | 13:00L-14:00C |
| Tijuana           | 2-1 | Pumas Morelos       | Caliente               | 11 de noviembre | 13:00L-15:00C |
| Académicos        | 0-1 | Correcaminos UAT    | Revolución Mexicana    | 11 de noviembre | 16:00         |

| Correcaminos UAT    | 1-1 | Real Colima       | Marte R. Gómez        | 16 de noviembre | 20:30 |
| Santos Laguna A     | 1-1 | Cruz Azul Hidalgo | Corona                | 17 de noviembre | 15:00 |
| Jaguares Tapachula  | 0-3 | Dorados           | Olímpico de Tapachula | 17 de noviembre | 15:00 |
| Atlético Mexiquense | 2-1 | Tijuana           | Ixtapan 90            | 17 de noviembre | 15:00 |
| Monarcas Morelia A  | 1-2 | TR Coatzacoalcos  | Morelos               | 17 de noviembre | 15:00 |
| Pumas Morelos       | 0-1 | Durango           | Centenario            | 17 de noviembre | 16:00 |
| Tecos A             | 1-1 | Tigres B          | Tres de Marzo         | 17 de noviembre | 16:00 |
| Querétaro           | 2-2 | Indios            | Corregidora           | 17 de noviembre | 19:00 |
| Salamanca           | 1-1 | Rayados A         | Olímpico Sección 24   | 18 de noviembre | 12:00 |
| Lobos BUAP          | 2-2 | León              | Cuauhtémoc            | 18 de noviembre | 12:00 |
| Tapatío             | 5-2 | Tampico Madero    | Jalisco               | 18 de noviembre | 12:00 |
| Académicos          | 3-1 | Socio Águila      | Revolución Mexicana   | 18 de noviembre | 16:00 |

| León              | 0-0 | Pumas Morelos       | Nou Camp               | 23 de noviembre | 20:30         |
| Real Colima       | 3-1 | Socio Águila        | Colima                 | 23 de noviembre | 20:30         |
| Durango           | 1-5 | Atlético Mexiquense | Francisco Zarco        | 24 de noviembre | 15:30         |
| TR Coatzacoalcos  | 2-1 | Tecos A             | Rafael Hernández       | 24 de noviembre | 16:00         |
| Dorados           | 4-1 | Correcaminos UAT    | Banorte                | 24 de noviembre | 19:00L-20:00C |
| Tampico Madero    | 1-0 | Santos Laguna A     | Tamaulipas             | 24 de noviembre | 21:00         |
| Rayados A         | 1-0 | Monarcas Morelia A  | El Barrial             | 25 de noviembre | 11:00         |
| Cruz Azul Hidalgo | 2-1 | Querétaro           | 10 de Diciembre        | 25 de noviembre | 12:00         |
| Indios            | 2-1 | Salamanca           | Olímpico Benito Juárez | 25 de noviembre | 13:00L-14:00C |
| Tijuana           | 1-0 | Jaguares Tapachula  | Caliente               | 25 de noviembre | 13:00L-15:00C |
| Académicos        | 1-0 | Lobos BUAP          | Revolución Mexicana    | 25 de noviembre | 15:00         |
| Tigres B          | 0-0 | Tapatío             | Adolfo López Mateos    | 25 de noviembre | 16:00         |

## Grupos

### Grupo 1
| Pos. | Equipo            | Pts. | PJ | G  | E | P | GF | GC | Dif. | Clasificación                   |
| ---- | ----------------- | ---- | -- | -- | - | - | -- | -- | ---- | ------------------------------- |
| 1    | León              | 40   | 17 | 12 | 4 | 1 | 35 | 17 | +18  | Cuartos de final de la liguilla |
| 2    | Dorados           | 35   | 17 | 10 | 5 | 2 | 36 | 18 | +18  | Cuartos de final de la liguilla |
| 3    | Académicos        | 29   | 17 | 8  | 5 | 4 | 20 | 14 | +6   | Cuartos de final de la liguilla |
| 4    | Tijuana           | 24   | 17 | 7  | 3 | 7 | 22 | 22 | 0    | Cuartos de final de la liguilla |
| 5    | Querétaro         | 23   | 17 | 5  | 8 | 4 | 32 | 27 | +5   |                                 |
| 6    | Real de Colima    | 22   | 17 | 6  | 4 | 7 | 28 | 29 | −1   |                                 |
| 7    | Tapatío           | 22   | 17 | 6  | 4 | 7 | 25 | 30 | −5   |                                 |
| 8    | Tecos UAG 'A'     | 17   | 17 | 4  | 5 | 8 | 19 | 21 | −2   |                                 |
| 9    | Morelia 'A'       | 17   | 17 | 3  | 8 | 6 | 24 | 27 | −3   |                                 |
| 10   | Salamanca         | 17   | 17 | 4  | 5 | 8 | 22 | 31 | −9   |                                 |
| 11   | Durango           | 16   | 17 | 4  | 4 | 9 | 18 | 27 | −9   |                                 |
| 12   | Santos Laguna 'A' | 15   | 17 | 3  | 6 | 8 | 22 | 30 | −8   |                                 |

 Fuente: [cita requerida]

### Grupo 2
| Pos. | Equipo                | Pts. | PJ | G  | E | P  | GF | GC | Dif. | Clasificación                   |
| ---- | --------------------- | ---- | -- | -- | - | -- | -- | -- | ---- | ------------------------------- |
| 1    | Correcaminos UAT      | 36   | 17 | 11 | 3 | 3  | 24 | 14 | +10  | Cuartos de final de la liguilla |
| 2    | Lobos BUAP            | 30   | 17 | 9  | 3 | 5  | 24 | 19 | +5   | Cuartos de final de la liguilla |
| 3    | Indios (C)            | 30   | 17 | 9  | 3 | 5  | 26 | 22 | +4   | Cuartos de final de la liguilla |
| 4    | Atlético Mexiquense   | 27   | 17 | 8  | 3 | 6  | 29 | 21 | +8   | Cuartos de final de la liguilla |
| 5    | Rayados 'A'           | 25   | 17 | 6  | 7 | 4  | 18 | 16 | +2   |                                 |
| 6    | Cruz Azul Hidalgo     | 25   | 17 | 6  | 7 | 4  | 20 | 20 | 0    |                                 |
| 7    | Tampico Madero        | 23   | 17 | 7  | 2 | 8  | 35 | 29 | +6   |                                 |
| 8    | TR Coatzacoalcos      | 23   | 17 | 6  | 5 | 6  | 21 | 24 | −3   |                                 |
| 9    | Tigres 'B'            | 19   | 17 | 4  | 7 | 6  | 16 | 21 | −5   |                                 |
| 10   | Jaguares de Tapachula | 16   | 17 | 4  | 4 | 9  | 17 | 29 | −12  |                                 |
| 11   | Pumas Morelos         | 14   | 17 | 2  | 8 | 7  | 16 | 22 | −6   |                                 |
| 12   | Socio Águila          | 8    | 17 | 1  | 5 | 11 | 16 | 35 | −19  |                                 |

 Fuente: [cita requerida]

## Tabla general
| Pos. | Equipo                | Pts. | PJ | G  | E | P  | GF | GC | Dif. | Clasificación                   |
| ---- | --------------------- | ---- | -- | -- | - | -- | -- | -- | ---- | ------------------------------- |
| 1    | León                  | 40   | 17 | 12 | 4 | 1  | 35 | 17 | +18  | Cuartos de final de la liguilla |
| 2    | Correcaminos UAT      | 36   | 17 | 11 | 3 | 3  | 24 | 14 | +10  | Cuartos de final de la liguilla |
| 3    | Dorados               | 35   | 17 | 10 | 5 | 2  | 36 | 18 | +18  | Cuartos de final de la liguilla |
| 4    | Lobos BUAP            | 30   | 17 | 9  | 3 | 5  | 24 | 19 | +5   | Cuartos de final de la liguilla |
| 5    | Indios (C)            | 30   | 17 | 9  | 3 | 5  | 26 | 22 | +4   | Cuartos de final de la liguilla |
| 6    | Académicos            | 29   | 17 | 8  | 5 | 4  | 20 | 14 | +6   | Cuartos de final de la liguilla |
| 7    | Atlético Mexiquense   | 27   | 17 | 8  | 3 | 6  | 29 | 21 | +8   | Cuartos de final de la liguilla |
| 8    | Rayados 'A'           | 25   | 17 | 6  | 7 | 4  | 18 | 16 | +2   |                                 |
| 9    | Cruz Azul Hidalgo     | 25   | 17 | 6  | 7 | 4  | 20 | 20 | 0    |                                 |
| 10   | Tijuana               | 24   | 17 | 7  | 3 | 7  | 22 | 22 | 0    | Cuartos de final de la liguilla |
| 11   | Tampico Madero        | 23   | 17 | 7  | 2 | 8  | 35 | 29 | +6   |                                 |
| 12   | Querétaro             | 23   | 17 | 5  | 8 | 4  | 32 | 27 | +5   |                                 |
| 13   | TR Coatzacoalcos      | 23   | 17 | 6  | 5 | 6  | 21 | 24 | −3   |                                 |
| 14   | Real de Colima        | 22   | 17 | 6  | 4 | 7  | 28 | 29 | −1   |                                 |
| 15   | Tapatío               | 22   | 17 | 6  | 4 | 7  | 25 | 30 | −5   |                                 |
| 16   | Tigres 'B'            | 19   | 17 | 4  | 7 | 6  | 16 | 21 | −5   |                                 |
| 17   | Tecos UAG 'A'         | 17   | 17 | 4  | 5 | 8  | 19 | 21 | −2   |                                 |
| 18   | Morelia 'A'           | 17   | 17 | 3  | 8 | 6  | 24 | 27 | −3   |                                 |
| 19   | Salamanca             | 17   | 17 | 4  | 5 | 8  | 22 | 31 | −9   |                                 |
| 20   | Durango               | 16   | 17 | 4  | 4 | 9  | 18 | 27 | −9   |                                 |
| 21   | Jaguares de Tapachula | 16   | 17 | 4  | 4 | 9  | 17 | 29 | −12  |                                 |
| 22   | Santos Laguna 'A'     | 15   | 17 | 3  | 6 | 8  | 22 | 30 | −8   |                                 |
| 23   | Pumas Morelos         | 14   | 17 | 2  | 8 | 7  | 16 | 22 | −6   |                                 |
| 24   | Socio Águila          | 8    | 17 | 1  | 5 | 11 | 16 | 35 | −19  |                                 |

 Fuente: [cita requerida]

## Tabla Porcentual
| Pos. | Equipo             | JJ | Pts. | Dif. | Cociente |
| ---- | ------------------ | -- | ---- | ---- | -------- |
| 20.  | Tigres B           | 89 | 99   | -31  | 1.1124   |
| 21.  | Santos Laguna A    | 51 | 54   | -18  | 1.0588   |
| 22.  | Tecos A            | 17 | 17   | -2   | 1.0000   |
| 23.  | Monarcas Morelia A | 17 | 17   | -3   | 1.0000   |
| 24.  | Jaguares Tapachula | 17 | 16   | -12  | 0.9412   |

## Liguilla
|  | Cuartos de final                                                       | Cuartos de final                                                       | Cuartos de final                                                       | Cuartos de final                                                       | Cuartos de final                                                       |   |   | Semifinales                                                          | Semifinales                                                          | Semifinales                                                          | Semifinales                                                          | Semifinales                                                          |  |   | Final                                                         | Final                                                         | Final                                                         | Final                                                         | Final                                                         |  |
|  | 28 y 29 de noviembre de 2007 (ida) 1 y 2 de diciembre de 2007 (vuelta) | 28 y 29 de noviembre de 2007 (ida) 1 y 2 de diciembre de 2007 (vuelta) | 28 y 29 de noviembre de 2007 (ida) 1 y 2 de diciembre de 2007 (vuelta) | 28 y 29 de noviembre de 2007 (ida) 1 y 2 de diciembre de 2007 (vuelta) | 28 y 29 de noviembre de 2007 (ida) 1 y 2 de diciembre de 2007 (vuelta) |   |   | 5 y 6 de diciembre de 2007 (ida) 8 y 9 de diciembre de 2007 (vuelta) | 5 y 6 de diciembre de 2007 (ida) 8 y 9 de diciembre de 2007 (vuelta) | 5 y 6 de diciembre de 2007 (ida) 8 y 9 de diciembre de 2007 (vuelta) | 5 y 6 de diciembre de 2007 (ida) 8 y 9 de diciembre de 2007 (vuelta) | 5 y 6 de diciembre de 2007 (ida) 8 y 9 de diciembre de 2007 (vuelta) |  |   | 12 de diciembre de 2007 (ida) 15 de diciembre de 2007 (vuelta | 12 de diciembre de 2007 (ida) 15 de diciembre de 2007 (vuelta | 12 de diciembre de 2007 (ida) 15 de diciembre de 2007 (vuelta | 12 de diciembre de 2007 (ida) 15 de diciembre de 2007 (vuelta | 12 de diciembre de 2007 (ida) 15 de diciembre de 2007 (vuelta |  |
|  |                                                                        |                                                                        |                                                                        |                                                                        |                                                                        |   |   |                                                                      |                                                                      |                                                                      |                                                                      |                                                                      |  |   |                                                               |                                                               |                                                               |                                                               |                                                               |  |
|  |                                                                        |                                                                        |                                                                        |                                                                        |                                                                        |   |   |                                                                      |                                                                      |                                                                      |                                                                      |                                                                      |  |   |                                                               |                                                               |                                                               |                                                               |                                                               |  |
|  | 2                                                                      | Correcaminos UAT (*)                                                   | 0                                                                      | 1                                                                      | 1                                                                      |   |   |                                                                      |                                                                      |                                                                      |                                                                      |                                                                      |  |   |                                                               |                                                               |                                                               |                                                               |                                                               |  |
|  | 2                                                                      | Correcaminos UAT (*)                                                   | 0                                                                      | 1                                                                      | 1                                                                      |   |   |                                                                      |                                                                      |                                                                      |                                                                      |                                                                      |  |   |                                                               |                                                               |                                                               |                                                               |                                                               |  |
|  | 7                                                                      | Atlético Mexiquense                                                    | 0                                                                      | 1                                                                      | 1                                                                      |   |   |                                                                      |                                                                      |                                                                      |                                                                      |                                                                      |  |   |                                                               |                                                               |                                                               |                                                               |                                                               |  |
|  | 7                                                                      | Atlético Mexiquense                                                    | 0                                                                      | 1                                                                      | 1                                                                      |   | 2 | Correcaminos UAT                                                     | 0                                                                    | 0                                                                    | 0                                                                    |                                                                      |  |   |                                                               |                                                               |                                                               |                                                               |                                                               |  |
|  |                                                                        |                                                                        |                                                                        |                                                                        |                                                                        |   | 2 | Correcaminos UAT                                                     | 0                                                                    | 0                                                                    | 0                                                                    |                                                                      |  |   |                                                               |                                                               |                                                               |                                                               |                                                               |  |
|  |                                                                        |                                                                        | 3                                                                      | Dorados                                                                | 1                                                                      | 0 | 1 |                                                                      |                                                                      |                                                                      |                                                                      |                                                                      |  |   |                                                               |                                                               |                                                               |                                                               |                                                               |  |
|  | 3                                                                      | Dorados                                                                | 3                                                                      | Dorados                                                                | 1                                                                      | 0 | 1 | 1                                                                    | 3                                                                    | 4                                                                    |                                                                      |                                                                      |  |   |                                                               |                                                               |                                                               |                                                               |                                                               |  |
|  | 3                                                                      | Dorados                                                                |                                                                        |                                                                        |                                                                        |   |   |                                                                      |                                                                      | 4                                                                    |                                                                      |                                                                      |  |   |                                                               |                                                               |                                                               |                                                               |                                                               |  |
|  | 6                                                                      | Académicos                                                             | 1                                                                      | 0                                                                      | 1                                                                      |   |   |                                                                      |                                                                      |                                                                      |                                                                      |                                                                      |  |   |                                                               |                                                               |                                                               |                                                               |                                                               |  |
|  | 6                                                                      | Académicos                                                             | 1                                                                      | 0                                                                      | 1                                                                      |   |   |                                                                      |                                                                      |                                                                      |                                                                      |                                                                      |  | 3 | Dorados                                                       | 0                                                             | 0                                                             | 0                                                             |                                                               |  |
|  |                                                                        |                                                                        |                                                                        |                                                                        |                                                                        |   |   |                                                                      |                                                                      |                                                                      |                                                                      |                                                                      |  | 3 | Dorados                                                       | 0                                                             | 0                                                             | 0                                                             |                                                               |  |
|  |                                                                        |                                                                        | 5                                                                      | Indios                                                                 | 3                                                                      | 4 | 7 |                                                                      |                                                                      |                                                                      |                                                                      |                                                                      |  |   |                                                               |                                                               |                                                               |                                                               |                                                               |  |
|  | 1                                                                      | León                                                                   | 5                                                                      | Indios                                                                 | 3                                                                      | 4 | 7 | 1                                                                    | 3                                                                    | 4                                                                    |                                                                      |                                                                      |  |   |                                                               |                                                               |                                                               |                                                               |                                                               |  |
|  | 1                                                                      | León                                                                   |                                                                        |                                                                        |                                                                        |   |   |                                                                      |                                                                      | 4                                                                    |                                                                      |                                                                      |  |   |                                                               |                                                               |                                                               |                                                               |                                                               |  |
|  | 11                                                                     | Tijuana                                                                | 0                                                                      | 0                                                                      | 0                                                                      |   |   |                                                                      |                                                                      |                                                                      |                                                                      |                                                                      |  |   |                                                               |                                                               |                                                               |                                                               |                                                               |  |
|  | 11                                                                     | Tijuana                                                                | 0                                                                      | 0                                                                      | 0                                                                      |   | 1 | León                                                                 | 0                                                                    | 1                                                                    | 1                                                                    |                                                                      |  |   |                                                               |                                                               |                                                               |                                                               |                                                               |  |
|  |                                                                        |                                                                        |                                                                        |                                                                        |                                                                        |   | 1 | León                                                                 | 0                                                                    | 1                                                                    | 1                                                                    |                                                                      |  |   |                                                               |                                                               |                                                               |                                                               |                                                               |  |
|  |                                                                        |                                                                        | 5                                                                      | Indios                                                                 | 1                                                                      | 1 | 2 |                                                                      |                                                                      |                                                                      |                                                                      |                                                                      |  |   |                                                               |                                                               |                                                               |                                                               |                                                               |  |
|  | 4                                                                      | Lobos BUAP                                                             | 5                                                                      | Indios                                                                 | 1                                                                      | 1 | 2 | 1                                                                    | 2                                                                    | 3                                                                    |                                                                      |                                                                      |  |   |                                                               |                                                               |                                                               |                                                               |                                                               |  |
|  | 4                                                                      | Lobos BUAP                                                             |                                                                        |                                                                        |                                                                        |   |   |                                                                      |                                                                      | 3                                                                    |                                                                      |                                                                      |  |   |                                                               |                                                               |                                                               |                                                               |                                                               |  |
|  | 5                                                                      | Indios                                                                 | 2                                                                      | 2                                                                      | 4                                                                      |   |   |                                                                      |                                                                      |                                                                      |                                                                      |                                                                      |  |   |                                                               |                                                               |                                                               |                                                               |                                                               |  |
|  | 5                                                                      | Indios                                                                 | 2                                                                      | 2                                                                      | 4                                                                      |   |   |                                                                      |                                                                      |                                                                      |                                                                      |                                                                      |  |   |                                                               |                                                               |                                                               |                                                               |                                                               |  |
|  |                                                                        |                                                                        |                                                                        |                                                                        |                                                                        |   |   |                                                                      |                                                                      |                                                                      |                                                                      |                                                                      |  |   |                                                               |                                                               |                                                               |                                                               |                                                               |  |

- (*) Avanza por su posición en la tabla general.

### Cuartos de final

#### Correcaminos UAT vs Atlético Mexiquense
| 28 de noviembre de 2007, 15:00 | Atlético Mexiquense | 0:0 | Correcaminos UAT Archivo:Correcaminos UAT.png | Estadio Ixtapan 90, Ixtapan de la Sal |  |

| 1 de diciembre de 2007, 20:00                                                    | Archivo:Correcaminos UAT.png Correcaminos UAT | 1:1 (1:1) | Atlético Mexiquense | Estadio Marte R. Gómez, Ciudad Victoria |  |
| Correcaminos UAT avanza a Semifinales por mejor posición en la tabla. 1-1 Global |                                               |           |                     |                                         |  |

#### Dorados vs Académicos
| 28 de noviembre de 2007, 15:00 | Académicos | 1:1 | Dorados | Estadio de la Unidad Revolución Mexicana, Tonalá |  |

| 1 de diciembre de 2007, 20:00                       | Dorados | 3:0 (4:1) | Académicos | Estadio Banorte, Culiacán |  |
| Dorados de Sinaloa avanza a Semifinales. Global 4-1 |         |           |            |                           |  |

#### León vs Tijuana
| 29 de noviembre de 2007, 14:00 | Tijuana | 0:1 | León | Estadio Caliente, Tijuana |  |

| 2 de diciembre de 2007, 12:00         | León | 3:0 (4:0) | Tijuana | Nou Camp, León |  |
| León avanza a Semifinales. Global 4-0 |      |           |         |                |  |

#### Lobos BUAP vs Indios
| 29 de noviembre de 2007, 18:00 | Indios | 2:1 | Lobos BUAP | Estadio Olímpico Benito Juárez, Ciudad Juárez |  |

| 2 de diciembre de 2007, 12:00           | Lobos BUAP | 2:2 (3:4) | Indios | Estadio Cuauhtémoc, Puebla |  |
| Indios avanza a Semifinales. Global 3-4 |            |           |        |                            |  |

### Semifinales

#### Correcaminos UAT vs. Dorados
| 5 de diciembre de 2007, 20:30 | Dorados | 1:0 | Correcaminos UAT Archivo:Correcaminos UAT.png | Estadio Banorte, Culiacán |  |

| 8 de diciembre de 2007, 20:00                    | Archivo:Correcaminos UAT.png Correcaminos UAT | 0:0 (0:1) | Dorados | Estadio Marte R. Gómez, Ciudad Victoria |  |
| Dorados de Sinaloa avanza a la final. Global 0-1 |                                               |           |         |                                         |  |

#### León vs Indios
| 6 de diciembre de 2007, 19:00 | Indios | 1:0 | León | Estadio Olímpico Benito Juárez, Ciudad Juárez |  |

| 9 de diciembre de 2007, 12:00        | León | 1:1 (1:2) | Indios | Nou Camp, León |  |
| Indios avanza a la final. Global 1-2 |      |           |        |                |  |

### Final

#### Dorados vs Indios
| 12 de diciembre de 2007, 19:00 | Indios                                   | 3:0 | Dorados | Estadio Olímpico Benito Juárez, Ciudad Juárez |  |
|                                | Frías 8' · González 12' (a.g.) · Maz 55' |     |         |                                               |  |

| 15 de diciembre de 2007, 19:00                                | Dorados | 0:4 (0:7) | Indios                                     | Estadio Banorte, Culiacán |  |
|                                                               |         |           | Maz 6' 87' · Martínez 62' · Santibáñez 72' |                           |  |
| Indios de Juárez campeón del Torneo Apertura 2007. Global 0-7 |         |           |                                            |                           |  |

| Campeón Apertura 2007 |
| --------------------- |
| Indios (1er título)   |

| Predecesor: Clausura 2007 | Temporadas de la Primera División 'A' de México Apertura 2007 | Sucesor: Clausura 2008 |